# Новоподільське (Криворізький район)
Новоподі́льське (Ново-Подольськ) — село в Україні, у Вакулівській сільській громаді Криворізького району Дніпропетровської області. Населення — 106 мешканців.

## Географія
Село Новоподільське розташоване на лівому березі річки Жовтенької, вище за течією на відстані 4,5 км розташоване село Нововітебське, нижче за течією на відстані 3,5 км розташоване село Явдохівка. Річка в цьому місці пересихає, на ній зроблена велика загата.

## Історія
Село було єврейською землеробською колонією.
Станом на 1886 рік у колонії Ново-Подольськ Ново-Миколаївської волості Херсонського повіту мешкало 432 особи, налічувалось 55 дворів, існували земська станція, лавка.
Єврейське населення замордовано нацистами під час окупації у Другу світову війну.

## Населення

### Мова
Розподіл населення за рідною мовою за даними перепису 2001 року:
| Мова            | Відсоток |
| --------------- | -------- |
| українська      | 95,8 %   |
| російська       | 3,6 %    |
| інші/не вказали | 0,6 %    |